# الدراسات التجارية العليا
الدراسات التجارية العليا (بالفرنسية: Hautes Études Commerciales بالإنجليزية: High Business Studies) تختصر ب HEC وتنطق (اش أو سي)، وقد تكون قسم في جامعة أو كلية أو مدرسة عليا مستقلة، حسب النظام التعليمي الفرنسي، أي ان الفرنسية هي لغة الجامعة الأولى.
الـ HEC متخصصة بالمواضيع التجارية والاقتصادية مثل: إدارة الأعمال، التمويل والبنوك، التجارة الدولية، الإحصاء...الخ.
أشهر هذه المدارس على مستوى العالم: HEC Paris في فرنسا، HEC Genève في سويسرا، HEC Lausanne في سويسرا، HEC Montréal في كندا، HEC Brussels في بلجيكا.